# Thế giới khủng long: Tái sinh
Thế giới khủng long: Tái sinh là một bộ phim hành động khoa học viễn tưởng sắp ra mắt của Mỹ, do Gareth Edwards đạo diễn và David Koepp biên kịch. Đây là phần phim hậu truyện tiếp theo của Thế giới khủng long: Lãnh địa (2022), đồng thời là phần thứ tư trong loạt phim Thế giới khủng long và phần thứ bảy trong tổng thể loạt phim Công viên kỷ Jura. Phim quy tụ dàn diễn viên mới với sự tham gia của Scarlett Johansson, Mahershala Ali, Jonathan Bailey, cùng với Rupert Friend, Manuel Garcia-Rulfo, Luna Blaise, David Iacono và Ed Skrein.
Quá trình phát triển của phim được công bố vào tháng 1 năm 2024 và đã được chuẩn bị từ trước. Edwards được chọn làm đạo diễn vào tháng 2, và công tác tuyển diễn viên đã bắt đầu ngay sau khi ông gia nhập dự án. Quá trình quay phim chính diễn ra tại Thái Lan, Malta và Vương quốc Anh từ tháng 6 đến tháng 9 năm 2024. Trailer đầu tiên của phim ra mắt vào ngày 5 tháng 2 năm 2025. Thế giới khủng long: Tái sinh dự kiến khởi chiếu tại Mỹ vào ngày 2 tháng 7 năm 2025 do Universal Pictures phát hành.